# Karl Schmoll von Eisenwerth (Industrieller)
Karl Schmoll von Eisenwerth (* 11. Februar 1852 in Mannersdorf am Leithagebirge, Niederösterreich; † 7. Mai 1936 in Wien), auch bekannt als Karl von Schmoll oder Carl Schmoll, war ein bedeutender Wiener Unternehmer zu Zeiten der Monarchie, der führend in der Fabrikation von Leder-, Waffen- und Huf-Konservierungsfetten und Putzmitteln für Leder war und insbesondere mit seiner „Schmoll-Pasta“ große Bekanntheit erlangte. Sein Unternehmen befand sich im 18. Wiener Gemeindebezirk Währing.

## Geschichte
Karl Schmoll war der Sohn von Josef Ludwig Schmoll von Eisenwerth (* 19. August 1807 in Wien) und Josefa geb. Schulz, die 1843 in Mannersdorf heirateten. Er kam in Mannersdorf im Haus Nr. 14 (heute Hauptstraße 23) auf die Welt. Sein Vater war zu der Zeit k.k. Finanzwach-Kommissar in Ebreichsdorf und Gemeinderat sowie Bäckermeister in Mannersdorf. Die Geschwister von Karl Schmoll waren Josef (* 19. März 1845), Barbara (* 22. September 1846), Ludwig (* 21. September 1847), Julie (* 12. März 1845) und Franz (* 16. Jänner 1858). Die Familie, deren Name eigentlich Schmoll genannt Eisenwerth lautete, nannte sich ohne Berechtigung Schmoll von Eisenwerth. Erst 1910 hatte das württembergische Justizministerium seinem Verwandten und Namensvetter, dem Künstler Karl Schmoll von Eisenwerth (seit 1924 auch Gutsbesitzer im österreichischen Osternberg bei Braunau am Inn) die Führung des Namens Schmoll von Eisenwerth als bürgerlichen Namen bewilligt.
Karl Schmoll verließ Mannersdorf, um in Wien auf der Handelsschule zu studieren. Er arbeitete nach dem Studium als Kontorist bei verschiedenen Banken und leistete seinen Militärdienst im k.u.k. Feldartillerieregiment Nr. 7. Anschließend arbeitete er als Werkleiter und Buchhalter bei der Kalkgewerkschaft Kaltenleutgeben. 1882 heiratete er Leopoldine Gruber (* 28. August 1858). Schmoll trat dem chemisch-technischen Unternehmen Ruß & Co. bei, in dem er später Geschäftsleiter wurde.
Die Erzeugung von Konservierungsfetten und Lederputzmitteln im späten 19. Jahrhundert gehörte nicht zu den Wirtschaftszweigen, die große, fabrikmäßige Anlagen erforderten. Trotzdem verzeichnete diese Branche von Jahr zu Jahr steigenden Umsatz und wurde für die Volkswirtschaft bedeutend. Der Fabrikant von Konservierungsfetten und Lederputzmitteln war in erhöhtem Maße auf das Vertrauen der Konsumenten angewiesen, die ja nicht in der Lage waren, die Zusammensetzung und die von ihr bedingte Güte und Eignung derartiger Fabrikate zu prüfen. In keinem anderen Fabrikationszweig aber kamen so viele Fälschungen und minderwertige Produkte vor, wie gerade in diesem.
Insbesondere Lederputzmittel wurden gewöhnlich aus dem Ausland bezogen, zum Beispiel aus England. Karl Schmoll erkannte den heimischen Bedarf und entwickelte seine eigene Schuhcreme, die später zu einem der anerkanntesten Fabrikate in diesem Bereich wurde.
1884 gründete er sein Unternehmen am Wiener Währinger Gürtel in der Czermakgasse 2 (heute Leo-Slezak-Gasse). 1892 begann er, Lederputzmittel aus reinen Fettstoffen in den Handel zu bringen, die er aufgrund des von ihm erfundenen Verfahrens erzeugte, während er bis dahin ausschließlich Putz- und Konservierungsmittel und Lederlacke für das Militär geliefert hatte.
Dieses neue Produkt gewann unter dem Namen „Leder-Putzpasta“ bald weiteste Verbreitung. Besonders in der Armee wurde die es zum Putzen des Mannschafts- und Pferderiemenzeuges verwendet. Das Unternehmen erhielt hohe Erlässe des k.u.k. Reichs-Kriegsministeriums und des k.k. Landesverteidigungsministeriums, sowie Anerkennungsschreiben der k.u.k. Korps- und Abteilungskommandanten für die gelieferten Waren.

Werbung von Karl v. Schmoll (1903)

Aber nicht nur die Leder-Putzpaste für Militärzwecke, auch die Putzpasten für Schuhe aus gelbem Leder, Lack-, Chevreau- und Bockleder genossen nicht nur im Inland einen ausgezeichneten Ruf, sondern auch im Ausland, wohin die Firma trotz ungünstiger Zollverhältnisse einen regeren Export anstrebte. Von Schmoll beteiligte sich auch an diversen internationalen Ausstellungen, wie 1903  in Athen. Die Firma erhielt mehrere Auszeichnungen für ihre Produkte, so unter anderem goldene Medaillen 1885 und 1887 auf den Industrieausstellungen in Linz, 1889 bei der ersten Landesausstellung von Kroatien und Slawonien, 1894 auf der internationalen Ausstellung für Volksernährung, Armeeverpflegung, Rettungswesen und Verkehrsmittel, 1888 und 1898 Jubiläumsmedaillen, 1896 bei der Industrieausstellung in Wels und 1902 auf einer internationalen Ausstellung in Paris.
Das rasante Wachstum des Unternehmens erforderte eine Vergrößerung der Fabrik, die sich dann auf die Martinstraße 12, 13, 20, 22, 24, 27, 28 und 30 erstreckte. Eine Terpentinraffinerie zur Herstellung eines der Hauptgrundstoffe wurde in Pernitz in Niederösterreich eröffnet.
Neben seiner Schmoll-Pasta entwickelte er auch ein Eiweißkraftfuttermittel für Pferde, das ebenfalls sehr erfolgreich wurde. Aufgrund der Verdienste und Leistungen wurde Karl von Schmoll 1902 zum k.u.k. Hoflieferanten ernannt.
1907 begann er, Kunstmarmor und Kunststeinbodenplatten namens „Ceolit“ auf den Markt zu bringen, deren Produktion ebenfalls in Währing stattfand. Das Unternehmen bot daneben auch Pflegemittel für Möbel, für den Boden und Backpulver an.

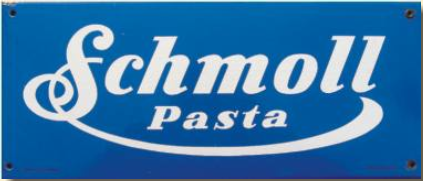
Schmoll-Pasta Logo

Ungarische Werbung von Schmoll-Pasta (1931)

Der Erste Weltkrieg und der Zusammenbruch der Monarchie 1918 traf das Unternehmen empfindlich, da große Teile des Absatzmarktes wegbrachen und viele Produktionsstätten sich nun im Ausland befanden. Dennoch gelang es Schmoll, sein Unternehmen zu stabilisieren. 1920 wurde die Gesellschaft in eine Offene Handelsgesellschaft umgewandelt, seine beiden Söhne Karl (* 3. Jänner 1883) und Max (* 6. August 1885) sowie der Ehemann seiner Tochter Friederike (* 13. März 1888) traten der Geschäftsleitung bei. Mit einer breit angelegten Werbekampagne in den Medien sowie mit Emailletafeln machte man die Produkte des Unternehmens in Mitteleuropa bekannt.
Auch von der Republik Österreich wurde Schmoll geehrt, 1927 erhielt er den Titel Kommerzialrat und 1932 wurde ihm das Goldene Verdienstzeichen für sein erfolgreiches Geschäft verliehen. Selbst im hohen Alter war Schmoll weiter aktiv, 1932 meldete er ein Patent für die wie eine Flügelmutter geformter Deckelheber für seine Schmollpasta-Dose an. Nach seinem Tod übernahmen seine Söhne die Leitung des Unternehmens.

## Fortbestand des Betriebes
Den Zweiten Weltkrieg konnte das Unternehmen zwar überstehen, doch musste man unmittelbar nach dem Krieg mit großen Engpässen an Rohstoffen und Materialien kämpfen. Die Betriebe hinter dem Eisernen Vorhang wurden verstaatlicht und der Markt in den Nachbarländern ging erneut verloren. Mittlerweile hatte die Firma auch mit verstärkter Konkurrenz zu kämpfen. Neue Produkte wie „Solo“ wurden entwickelt und vermarktet, dennoch war der Abstieg unaufhaltsam.
1968 kaufte das deutsche Unternehmen Werner & Mertz (Erdal) Schmoll auf, um hier ein Jahr später die Produktion einzustellen.